# Plectrogenen
Plectrogenen (Plectrogenidae) zijn een familie van straalvinnige vissen uit de orde van Schorpioenvisachtigen (Scorpaeniformes).

## Geslacht
- Plectrogenium C. H. Gilbert, 1905